# Chlorophyceae
Le Cloroficee (Chlorophyceae Wille in Warming 1884) raggruppano alghe verdi (Clorofite) unicellulari e coloniali, per lo più d'acqua dolce, che in telofase sviluppano il ficoplasto.
Questa è una struttura citoplasmatica costituita da un fascio di microtubuli che si dispone parallelamente al piano di divisione, esso consente alla cellula di mantenere separati i nuclei anche dopo la scomparsa del fuso, in modo tale che con la citodieresi si possa completare il processo mitotico.
Chlamydomonas è invece un gruppo di individui unicellulari biflagellati, anch'essi di piccole dimensioni ma capaci di muoversi attivamente con rapidi scatti. Gli organismi di questo genere si comportano come gameti (isogamia), cioè si fondono due a due per dare vita ad uno zigote quadriflagellato. Quest'ultimo perde immediatamente i flagelli, subisce un ispessimento della parete cellulare e dopo una fase di quiescenza che può essere più o meno lunga va incontro alla meiosi. Dalla zigospora nascono quindi quattro cellule figlie, le quali provvederanno alla ricostruzione di flagelli e parete.
Volvox è un'alga coloniale che potrebbe essere classificata anche come un primitivo organismo pluricellulare. Al suo interno esiste infatti una netta differenziazione tra le cellule (cellule vegetative flagellate e cellule germinative, dette gonidi, aflagellate) e una certa continuità citoplasmatica (ponti citoplasmatici). La riproduzione avviene grazie alla crescita in volume delle cellule germinative e alle loro mitosi successive. Grazie al rilascio di enzimi le cellule figlie fuoriescono dalla matrice intercellulare per dare vita ad un nuovo organismo.
Gli organismi appartenenti alla divisione algale Chlorophyceae sono aplonti, la meiosi è cioè iniziale. La causa della non-necessità di possedere un corredo genetico diploide è da ricercare nell'habitat. Un ambiente d'acqua dolce non richiede una resistenza e una variabilità genetica elevata per la sopravvivenza della specie.
Menzioniamo anche due altri generi, che molti studiosi collocano peraltro in classi diverse, come indicato tra parentesi.
Acetabularia (collocata anche nelle Ulvoficee) è un genere molto noto. Si tratta di un'alga diplonte il cui tallo assomiglia ad un piccolo ombrellino fissato sul fondo mediante degli apteri mononucleati. Nel tallo maturo il nucleo si sposta dalla porzione basale a quella apicale, dove si divide diverse volte, dando origine a un numero variabile di aplanospore. A seguito di un processo meiotico queste aplanospore diventano plurinucleate, dando origine a numerosi gameti bicigliati. Essi a loro volta si uniscono formando zigoti che, fissandosi al substrato, danno origine a nuovi talli.
Chlorella (collocata anche nelle Trebouxioficee) è un genere unicellulare di piccole dimensioni, dalla forma sferica e priva di flagello, macchie oculari e vacuoli contrattili, ossia di quelle strutture che permettono il movimento attivo. Di essa si conosce soltanto la riproduzione asessuale.
Fritschiella è un'alga filamentosa ad organizzazione piuttosto complessa, che ricorda quella delle piante superiori. Vive come epifita sulla superficie umida di mura o tronchi. Il suo corpo è caratterizzato da un tallo costituito da un sistema prostrato ancorato tramite rizoidi e due sistemi di rami eretti. Le cellule superficiali sono lievemente cutinizzate.
La presenza del ficoplasto nella mitosi cellulare ci vieta di pensare che le piante terrestri si siano originate da individui algali simili a Fritschiella.
Hydrodictyon è un genere coloniale immobile, molto particolare, le cui cellule si organizzano in una rete di cilindri cavi. Le cellule si riproducono asessualmente attraverso zoospore biflagellate o sessualmente grazie a isogameti. A maturità le cellule sono plurinucleate.
Nell'ordine delle Zygnematales sono raggruppate alghe verdi che non presentano nessun tipo di cellula flagellata, nemmeno i gameti. Alcuni eleverebbero tali alghe addirittura al rango di divisione (Gamophyta).

## Sistematica
La maggior parte degli studiosi riconosce alle Cloroficee il ruolo di classe all'interno della divisione delle Clorofite.
Secondo Algaebase , questa classe comprende circa 2000 specie (oltre la metà del totale delle Clorofite), ripartite tra i seguenti ordini:
- Chaetopeltidales (12 specie in 5 generi, tra cui Chaetopeltis)
- Chaetophorales (ca. 200 specie, prende nome dal genere Chaetophora)
- Chlorococcales (ca. 800 specie, prende nome dal genere Chlorococcum)
- Chlorocystidales (6 specie nell'unico genere Halochlorococcum)
- Microsporales (ca. 20 specie nell'unico genere Microspora)
- Oedogoniales (quasi 200 specie ripartite in 3 soli generi, tra cui Oedogonium)
- Phaeophilales (10 specie nell'unico genere Phaeophila)
- Tetrasporales (ca. 100 specie, prende nome dal genere Tetraspora)
- Volvolcales (ca. 700 specie tra cui Chlamydomonas e Volvox)